# 帝国繊維前駅
帝国繊維前駅（ていこくせんいまええき）は、石川県加賀市南郷町に存在した北陸鉄道山中線（加南線）の駅である。1971年（昭和46年）、同線の廃線に伴い廃駅となった。駅名の由来は駅近くにある帝国繊維の紡績工場から取られている。

## 概要
駅近くにある紡績工場の従業員輸送や原材料・製品の搬入・搬出を目的として開設され、工場の名称変更に合わせて駅名も変化している。

## 歴史
- 1925年（大正14年）8月10日：温泉電軌の絹紡前（けんぼうまえ）駅として開業。
- 1943年（昭和18年）10月13日：合併により北陸鉄道の駅となる。
- 時期不明：中央繊維前駅に改称。
- 1957年（昭和32年）9月30日：駅舎新築、交換駅化
- 時期不明：帝国繊維前駅に改称。
- 1971年（昭和46年）7月11日：加南線全線廃止により廃駅。

## 駅構造
対面式ホーム2面2線の交換可能駅だった。

## 廃止後
駅周辺の跡地は砂利道となっている。

## 隣の駅
北陸鉄道
山中線
黒瀬駅 - 帝国繊維前駅 - 大聖寺駅